# Station Skjærsø
Station Skjærsø is een voormalig spoorwegstation nabij Dråby, Denemarken. Het station lag aan de spoorlijn Ebeltoft - Trustrup die in 1901 was aangelegd door de Ebeltoft-Trustrup Jernbane (ETJ). Het station is genoemd naar het nabijgelegen landgoed Skærsø.
Station Skjærsø werd op 27 maart 1901 geopend. Het stationsgebouw is ontworpen door Heinrich Wenck. Het emplacement kende twee sporen en een perron waarop tevens een verhoging voor het laden en lossen van goederen was aangebracht. Via een wissel kon het schuurtje voor de draisine worden bereikt.
De spoorlijn werd op 31 maart 1968 gesloten, waarmee voor Skjærsø een eind aan het spoorvervoer kwam. Het stationsgebouw is bewaard gebleven en is privaat eigendom.